# Чикваква, Кэтрин
Агнес Кэтрин Чикваква (англ. Agnes Catherine Chikwakwa; род. 24 июля 1985, Блантайр), в замужестве Чунда (англ. Chunda) — малавийская легкоатлетка, специалистка по бегу на длинные и средние дистанции. Выступала на профессиональном уровне в 1999—2009 годах, победительница и призёрка ряда крупных международных стартов, действующая рекордсменка Малави в нескольких дисциплинах, участница двух летних Олимпийских игр.

## Биография
Кэтрин Чикваква родилась 24 июля 1985 года (в ряде источников датой рождения указано 24 июня) в городе Блантайр, Малави.
Впервые заявила о себе на международном уровне в сезоне 1999 года, когда вошла в состав малавийской сборной и выступила на Всеафриканских играх в Йоханнесбурге, где в зачёте бега на 5000 метров заняла последнее 15-е место. Также была заявлена на чемпионат мира в Севилье, но в итоге на старт здесь не вышла.
Благодаря череде успешных выступлений в 2000 году удостоилась права защищать честь страны на летних Олимпийских играх в Сиднее — на предварительном квалификационном этапе 5000 метров показала время 16:39.82, чего оказалось недостаточно для выхода в финал.
В 2001 году в беге на 3000 метров стала седьмой на юношеском мировом первенстве в Дебрецене, в беге на 5000 метров стартовала на чемпионате мира в Эдмонтоне.
В 2002 году в дисциплине 5000 метров показала 15-й результат на юниорском мировом первенстве в Кингстоне и 13-й результат на Играх Содружества в Манчестере.
В 2003 году участвовала в чемпионате мира по кроссу в Лозанне, на короткой и длинной дистанциях заняла 50-е и 32-е места соответственно. Бежала 5000 метров на чемпионате мира в Париже, финишировала седьмой на Всеафриканских играх в Абудже.
На юниорском мировом первенстве 2004 года в Гроссето с ныне действующим рекордом Малави 15:36.22	завоевала серебряную награду в беге на 5000 метров, уступив на финише только эфиопке Меселеш Мелкаму. Принимала участие в Олимпийских играх в Афинах, где в той же дисциплине с результатом 15:46.17	вновь остановилась на предварительном квалификационном этапе.
В 2005 году на дистанциях 5000 и 10 000 метров одержала победу на чемпионате Южно-Африканского региона в Хараре, причём во втором случае установила ныне действующий национальный рекорд — 35:03.6. В 5000-метровом беге стартовала на чемпионате мира в Хельсинки, в финал не вышла.
В 2006 году установила ныне действующие рекорды Малави в беге на 3000 метров и в полумарафоне — 9:11.89 и 1:14:31 соответственно.
В 2008 году отметилась выступлением на кроссовом чемпионате мира в Эдинбурге, показала на финише 75-й результат.
В 2009 году заняла 50-е место на чемпионате мира по кроссу в Аммане.
В 2010 году планировала бежать 5000 метров на чемпионате Африки в Найроби, присутствовала в стартовом протоколе, но на старт не вышла
В 2012 году Чикваква отмечала, что попытается пройти отбор на Игры Содружества 2014 года в Глазго.
Помимо занятий спортом Кэтрин Чикваква являлась военнослужащей Британской армии.